# Coelocyboides bialbiguttus
Coelocyboides bialbiguttus är en stekelart som beskrevs av Girault 1933. Coelocyboides bialbiguttus ingår i släktet Coelocyboides och familjen puppglanssteklar. Inga underarter finns listade i Catalogue of Life.